# هرمان بلی
هرمان بلی (به آلمانی: Hermann Bley) بازیکن فوتبال و هافبک اهل آلمان شرقی بود که از سال ۱۹۶۱ میلادی عضو تیم ملی فوتبال آلمان شرقی بوده‌است. وی در ۱ بازی ملی حضور داشته و در بازی‌های ملی‌اش گلی به ثمر نرساند. هرمان بلی آخرین بازی ملی خود را در سال ۱۹۶۱ میلادی انجام داد.